# カスティレンティ
カスティレンティ（イタリア語: Castilenti）は、イタリア共和国アブルッツォ州テーラモ県にある、人口約1,400人の基礎自治体（コムーネ）。

## 地理

### 位置・広がり

#### 隣接コムーネ
隣接するコムーネは以下の通り。括弧内のPEはペスカーラ県所属を示す。
- アトリ
- カスティリオーネ・メッセール・ライモンド
- エーリチェ (PE)
- モンテフィーノ
- ペンネ (PE)

## 行政

### 分離集落
カスティレンティには、以下の分離集落（フラツィオーネ）がある。
- Casabianca, Colle della Morte, Villa San Romualdo